# Юзеф Неселовський
Юзеф Несело́вський (1728 ― 8 березня 1814, Воронча) ― державний діяч Речі Посполитої, останній воєвода новогрудський Великого князівства Литовського, кавалер орденів Святого Станіслава (1772) та Білого Орла (1774).

## Біографія
Народився у шляхетській сім'ї герба «Коржбок». Прізвище походить від містечка Неселова у польському Помор'ї.
Поступово Неселовські переселяються на Підляшшя та Волинь. На початку XVIII ст. брати Казимир і Адам Неселовські опинилися у Великому князівстві Литовському. У середині XVIII ст. до ВКЛ перебрався Міхал Неселовський, котрий займав у 1755 посаду мінського возного. Сини його сина Томаша розселились по Мінському воєводству, і на початку XIX ст. підтвердили своє шляхетство.
Юзеф Неселовський народився в сім'ї Адама Неселовського (?-1744) та Анни з роду Березовських. Його дядько, польсько-латинський письменник Казимир Неселовський (бл. 1676—1752), був старостою циринським, маршалком конфедерації Новогрудського воєводства, каштеляном смоленським з 1738 року.
Службу Юзеф Неселовський почав із посади старости циринського, котру зайняв після смерті дядька за привілеєм короля Августа III у 1752. До середини 1765 був підкоморієм новогрудським. Згодом призначений чашником великим литовським, а з 11 листопада 1765 після смерті Яна Хрептовича затверджений каштеляном новогрудським, і відтак, сенатором Речі Посполитої.
У 1756 вперше обраний послом на загальнодержавний сейм від Новогрудського воєводства. З 1760-х рр. незмінний приверженець партії Чорторийський, яка виступала за суттєві реформи, від них був делегатом на ковінському сеймику. У 1762 обраний депутатом Литовського трибуналу і маршалком Скарбового трибуналу.
У 1764 Неселовський підписав у Вільно Акт конфедерації ВКЛ, а потім у Варшаві Акт конфедерації Корони Польської і Литви, був депутатом на коронаційному сеймі. У вересні 1764 року першим із новогрудської шляхти підписав згоду на обрання Станіслава Августа королем Речі Посполитої. З 1766 бере активну участь у роботі Скарбової комісії ВКЛ. Після смерті Станіслава Бжостовського, у 1769 отримав Пропойське і Пронське староства, але втратив їх після першого поділу Польщі, коли відмовився присягати Катерині II.
Під час Барської конфедерації, як приверженець угруповання Чорторийських, не взяв у ньому участь і підтвердив свою симпатію королю Станіславу Августові Понятовському.
У 1773 за рекомендацією князя Юзефа Олександра Яблоновського Неселовський призначений воеводою новогрудським. До нього цю посаду займали 26 людей.
На екстраординарному Варшавському сеймі 1773 року воевода Неселовський дав згоду на створення комісії для ведення переговорів, вироблення умов миру і визначення кордонів між Росією, Пруссією та Австрією. 17 травня 1773 року, як член цієї комісії, поставив свій підпис під документами Першого поділу Польщі.
У 1775 Юзеф Неселовський обраний членом комісії з розгляду єзуїтських майонтків, потім разом із воєводою вітебським К. Прозором і воеводою смоленським Зеньковичем очолив роботу із врегулювання кордонів королівських економій.
На ординарному Варшавському сеймі 1776 він підписав Акт Генеральної конфедерації. У 1784 Юзеф Неселовський приймав у маєтку Миша — головної резиденції Мишського графства короля Речі Посполитої Станіслава Августа Понятовського. Юзеф Неселовський із сином Ксаверієм взяли участь у підготовці повстання 1794 року на чолі з Т. Костюшком. Гетьман ВКЛ Симон Косаківський віддав наказ про розшук та арешт полковника Ксаверія Неселовського.
У квітні 1794 року у Вільно створена крайовий уряд — Вища національна Рада Великого князівства Литовського, куди увійшов і Ю. Неселовський. Відтак замість неї утворилась Центральна Депутація ВКЛ, яка складалася із 7 відділів: скраба, порядку, воєнного, безпеки, юстиції, продовольства, освіти. На чолі, поряд із А. Тизенгаузом, У. Горецьким та іншими, стояв і Юзеф Неселовський.
Після поразки повстання Ю. Неселовський був схоплений російськими солдатами і на початку листопада 1794 року доставлений до Вільно. Через фельдмаршала М. В. Репніна він подає до Петербурга прохання про помилування, просить прощення, пише, що готовий прийняти присягу, а участь у повстанні пояснює примусом.
Російський уряд повернув Неселовському маєтки, він порвав із політикою і проводив дні у селі Воронче на Гродненщині, на відміну від сина, котрий емігрирував до Німеччини і в 1812 році воював у Росії на стороні Наполеона. У наполеонівській армії Ксаверій Неселовський перебував до 1814 року, відтак повернувся додому, де був заарештований і висланий до Вологди. Звідти повернувся у 1837 хворим та осліплим.
Окрім Воронче, Цирина, Нової Миші, Почепова, Ю. Неселовський володів Сервачом, Дороговим, Малими Жуховичами, Цирином, Мишею (Старою Мишею), Почеповым, тримав у годуванні фільварок Новогрудської економії.
Всього у його власності були 3 містечка, 51 село, 22 фільварка і застінка із загальною чисельністю в 1259 дворів. Одним із їхніх економів у нього був батько Яна Чечота.Юзеф Неселовский упоминается в «Пані Тадеуші» Адама Міцкевича:

Co by rzekł wojewoda Niesiołowski stary,/Który ma dotąd pierwsze na świecie ogary/I dwiestu strzelców trzyma obyczajem pańskim,/I ma sto wozów sieci w zamku worończańskim.

## Сім'я
Дружина ― Катажина Масальська з Миші, син ― Франтішек Ксаверій Неселовський (1771—1845), бригадний генерал війська польського.